# 桑热嘉措
桑热嘉措（藏語：གསུང་རབ་རྒྱ་མཚོ，威利转写：gsung rab rgya mtsho，1896年—1982年），男，藏族，青海化隆人，中国学者、诗人、政治人物，曾任青海省教育厅厅长，青海省政协副主席，第二、三、四、五届全国政协委员。